# سونغ سون-هو
سونغ سون-هو (24 يناير 1966 بكوريا الجنوبية - ) هو لاعب كرة قدم كوري جنوبي في مركز الدفاع. لعب مع جيجو يونايتد.

## وصلات خارجية
- سونغ سون-هو على موقع دوري كوريا الجنوبية (الإنجليزية)
- سونغ سون-هو على موقع قاعدة بيانات كرة القدم.إي يو (الإنجليزية)